# آرثر دانتو
آرثر كولمان دانتو (بالإنجليزية: Arthur Danto Lindo)‏ (1 يناير 1924 - 25 أكتوبر 2013) كان ناقدًا فنيًا، وفيلسوفًا، وبروفيسورًا أمريكيًا في جامعة كولومبيا. يُعرف منذ زمن طويل بأنه ناقد فني في مجلة ذي نيشن، ولعمله في علم الجماليات الفلسفي، وفلسفة التاريخ، ولمساهمته الكبيرة في عدد من المجالات، بما فيها فلسفة الحدث. تضمنت اهتماماته الفكر، والشعور، وفلسفة الفن، وفرضيات علم النفس التمثيلي والفلسفي، وعلم جماليات هيغل، والفيلسوفين فريدريك نيتشه وجان بول سارتر.

## حياته ومسيرته المهنية
وُلد دانتو في آن آربر، ميشيغان، في 1 يناير عام 1924، ونشأ في ديترويت. تربى في عائلة يهودية إصلاحية. بعد قضائه عامين في الجيش، درس دانتو الفن والتاريخ في جامعة وين (تعرف الآن بجامعة وين ستيت) ثم سعى للحصول على دراسات عليا في الفلسفة من جامعة كولومبيا. درس دانتو منذ عام 1949 وحتى عام 1950 في باريس بمنحة مدفوعة التكاليف على يد جين وال، وعاد إلى التدريس في كولومبيا في عام 1951. أطلق عليه في عام 1922 أستاذ فلسفة جونسوني فخري. مُنح زمالة من مؤسسة غوغنهايم مرتين، وكان عضوًا في الأكاديمية الفرنسية للفن والعلوم.
توفي آرثر دانتو في 25 أكتوبر من عام 2013 عن عمر ناهز 89 عامًا في مانهاتن، نيويورك.

## أعماله الفلسفية
جادل آرثر دانتو بأن «المشكلة ليست مشكلة فلسفية ما لم يكن من الممكن تصور أن حلها سيتمثل في إظهار الكيفية التي نُظر بها إلى أرض الواقع». بينما تهتم العلوم بالمشاكل الإمبراطورية، تدرس الفلسفة، طبقًا لدانتو، اختلافات لا يمكن تمييزها تكمن خارج التجربة.
يعتقد دانتو «أن الأشخاص هم أنظمة التمثيل بشكل أساسي».

### «عالم الفن» وتعريف الفن
وضع دانتو الحجر الأساس لتعريف مؤسسي الفن والذي يبحث عن إجابة للأسئلة التي وضعتها الظاهرة المستجدة لفن القرن العشرين. هذا التعريف هو مادة خلاف ثابت ونقد ناقش العديد من الكتب والمقالات الصحفية التي نُشرت حول جواب سؤال «ما هو الفن؟». تُصنّف التعاريف إلى تقليدية وغير تقليدية، تأخذ غير التقليدية منها مفهومًا مثل الجمالية كخاصية جوهرية لتفسير ظواهر الفن. ترفض التعاريف التقليدية هذا الاتصال بالخصائص الجمالية، والرسمية، أو التعبيرية واعتبارها أساسية لتعريف الفن وبدلًا من ذلك تقول إن «الفن»، سواء في المعنى المؤسسي أو التاريخي، هو صنف اجتماعي في الأساس. من ناحية الخلافات التصنيفية حول الفن، يأخذ دانتو منحى تقليديًا. يعتبر «تعريفه المؤسسي للفن» كل شيء فنًّا من المدارس، والمتاحف، وما يهرب معه الفنانون، بصرف النظر عن التعاريف الرسمية. كتب دانتو بهذا الصدد في العديد من أعماله الحديثة، ويوجد علاج مفصل في كتابه تبدل المألوف.
ظهرت مقالة عام 1964 «عالم الفن»، التي صاغ فيها دانتو مصطلح «عالم الفن» إذ عنى به السياق الثقافي أو «جوًّا لنظرية فنية»، للمرة الأولى في دورية ذا جورنال أوف فيلوسوفي وأُعيد طبعها بشكل واسع منذ ذلك الوقت. كان لهذه المقالة تأثير كبير على الفلسفة الجمالية وبشكل خاص «طبقًا لأستاذ الفلسفة ستيفن ديفيد روس، على نظرية جورج ديكي المؤسسية في الفن. يعرّف ديكي العمل الفني بالأداة «التي تباحث حولها وضع المرشح للتقدير من قبل شخص أو أشخاص يمثلون مؤسسة اجتماعية معينة» (عالم الفن)» (ص. 43).
طبقًا لـ موسوعة ستانفورد للفلسفة، «صُقل تعريف دانتو كما يأتي: يعد العمل عملًا فنيًا فقط عندما (1) يكون لديه موضوع، و(2) يبرز موقفًا أو وجهة نظر تجاه هذا الموضوع (لديه نمط)، و(3) بطريقة الحذف البلاغي (المجازية غالبًا) إذ يجذب حذف مشاركة الجمهور بملء ما هو مفقود، و(4) عندما يكون العمل مشكوكًا فيه ويتطلب بذلك سياقًا فنيًا تاريخيًا (دانتو، كارول). الشرط (4) هو ما يجعل التعريف مؤسسيًا. إن انتقاد الرؤية لاستتباعها ذلك النقد الفني المكتوب بنمط بلاغي للغاية هو فن، وتفتقر إلى اعتبارٍ مستقل لما يجعل السياق الفني تاريخيًا، ولا ينطبق على الموسيقى».
حاول دانتو بعد عام 2005 تبسيط تعريفه وفقًا لمبدأين: (1) يجب أن يكون للفن محتوى أو معنى و(2) يجب أن يجسد الفن ذلك المعنى بطريقة مناسبة.

### نهاية الفن
تغير المعنى الأساسي لـ«الفن» عدة مرات خلال القرون واستمر بالتطور خلال القرن العشرين أيضًا. وصف دانتو تاريخ الفن بنسخته المعاصرة من تاريخ الفن الجدلي لهيغل. «لم يزعم دانتو أن لا أحد يصنع الفن بعد الآن، أو أنه لم يعد هناك فن جيد يُصنع بعد الآن. لكنه يظن أن تاريخًا معينًا للفن الغربي قد وصل إلى نهايته، وبنفس الطريقة التي اقترحها هيغل تقريبًا». يشير مصطلح «نهاية الفن» إلى بداية حقبتنا الفنية الحديثة حيث لم يعد الفن مقيدًا بقيود نظرية المحاكاة لكنه قدم هدفًا جديدًا. بدأ الفن بـ«حقبة المحاكاة، متبوعة بحقبة الأيديولوجية، تتلوها حقبة ما قبل التاريخ الخاصة بنا حيث، ومع الكفاءة، يذهب كل شيء… في قصتنا، في البداية كانت المحاكاة فقط تُعدّ فنًا، ثم أصبحت عدة أشياء تُعدّ فنًا لكن كلًّا منها حاولت تحطيم منافسيها، وبعدها، أخيرًا، أصبح جليًا أنه لا يوجد قيود بلاغية أو فلسفية. لا يوجد طريقة معينة يجب على الأعمال الفنية أن تتخذها. وهذا ما نحن عليه الآن وعلي القول، إن الثانية الأخيرة في السرد الرئيسي. هي نهاية القصة».

## نقد الفن
كان آرثر دانتو ناقدًا فنيًا في مجلة ذي نيشن منذ عام 1984 وحتى عام 2009، ونشر أيضًا العديد من المقالات في صحف أُخرى. بالإضافة إلى ذلك كان محررًا في صحيفة الفلسفة ومحررًا مساعدًا في مجلتي نيكد بانتش ريفيو وآرتفورم. في مجال النقد الفني، نشر آرثر عدة مقالات مجموعة، بما فيها مقالة لقاءات وانعكاسات: الفن في حضور تاريخي (فارار، وستراتوس، وجيروكس، 1990)، التي حازت على جائزة دائرة نقاد الكتب الوطنية للنقد في عام 1990، ومقالة وراء صندوق بريلو: الفنون البصرية في منظور ما بعد التاريخية (فارار، وستراتوس، وجيروكس، 1992)، واللعب مع الحافة: الإنجاز الفوتوغرافي لروبرت مابليثروب (جامعة كاليفورنيا، 1995)، ومادونا المستقبل، مقالات في عالم الفن التعددي (فارار، وستراتوس، وجيروكس، 2000)، وعجائب غير طبيعية: مقالات من الجوف بين الفن والحياة (مطبعة جامعة كولومبيا، 2007).
في عام 1996، حاز على جائزة فرانك جيويت ماثر للنقد الفني من منظمة كلية الفنون.
كان آرثر أحد موقعي البيان الإنساني.

## منشوراته

### كتبه
دانتو هو كاتب لكتب عديدة في الفلسفة والفن، وملخِّص لأعمال الفلاسفة القاريين بعبارات أنجلوأمريكية.
تتضمن منشورات آرثر دانتو ما يلي:
- نيتشه كفيلسوف (1965)
- فلسفة تحليلية للتاريخ (1965)
- ماهية الفلسفة (1968)
- فلسفة تحليلية للمعرفة (1968)
- تصوف وأخلاقية: فكر توجهي وفلسفة أخلاقية (1969)
- فلسفة تحليلية للحدث (1973)
- سارتر (سادة فونتانا الحديثون، 1975)
- تبدل المألوف (1981)
- سرد ومعرفة (1985) - بما فيها الكتاب السابق فلسفة التاريخ (1965)
- الحرمان الفلسفی للفن (1986)
- روابط مع العالم: مفهوم أساسي للفلسفة (1989؛ وبمقدمة جديدة في 1997)
- لقاءات وانعكاسات: فن في الحاضر التاريخي (1990)
- وراء صندوق بريلو: الفنون البصرية في منظور ما بعد التاريخية (1992)
- معانٍ مجسمة: مقالات نقدية وتأملات جمالية (1994)
- بعد نهاية الفن (1997)
- تعسف الجمال (2003)
- ريد غرومس (2004)
- آندي وارهول (2009)
- ماهية الفن (2013)
- تعليقات على الفن والفلسفة (2014)

### مقالاته
- «عالم الفن» (1964)، صحيفة الفلسفة إل اكس آي، 584-571
- حالة الفن (1987)
- لقاءات وانعکاسات: فن في الحاضر التاريخي (1990)
- اللعب مع الحافة: الإنجاز الفوتوغرافي لروبرت مابليثروب
- يقظة الفن: نقد، وفلسفة، ونهايات الذوق (1998)
- أطروحة نهاية الفن لهيغل (1999)
- فلسفة الفن: مقالات مختارة (1999)
- مادونا المستقبل: مقالات في عالم الفن التعددي (2000)
- الجسد/مشاكل الجسد: مقالات مختارة (2001)
- شعر المعنى والفقدان: فساتين كارين لامونت الزجاجية (2005)
- بيتر فيشلي ديفيد ويس (استطلاع لعملهم الفني، بتعاون من دانتو) (2005)[20]
- شيلا هيكس: الحياكة كمجاز (2006)
- عجائب غير طبيعية: مقالات من الجوف بين الفن والحياة (2007)
- مبادئ معمارية في فن سين سكولي (2007)